# Aeropuerto Internacional de Tiruchirappalli
El Aeropuerto Internacional de Tiruchirapalli o Aeropuerto Trichy (IATA: TRZ, OACI: VOTR) es un gran aeropuerto que da servicio a Tiruchirapalli y sus cercanías. El aeropuerto se encuentra a 5 km al sur de la ciudad. El aeropuerto sirve tanto destinos domésticos como internacionales.

## Historia
El aeropuerto, construido por el Reino Unido durante la Segunda Guerra Mundial, fue principalmente utilizado por la RAF durante la guerra. Las operaciones civiles fueron autorizadas tras la guerra, aunque los pasajeros no aparecieron por el aeropuerto hasta comienzos de los ochenta. Air Lanka comenzó sus operaciones en 1981 con un vuelo semanal a Colombo y poco después incrementados hasta once vuelos semanales. Indian Airlines comenzó a volar a Chennai y oriente medio a mediados de los noventa. El aeropuerto ofrece vuelos a varios destinos incluyendo Chennai, Colombo, Dubái, Kuala Lumpur, Sharjah, Abu Dhabi, Singapur y Thiruvananthapuram.

## Terminal integrada
La nueva terminal integrada (inaugurada el 21 de febrero de 2009 y comenzando las operaciones el 1 de junio de 2009) tiene una superficie de 11.777 m² y tiene una estructura de cristal y acero .
Puede atender hasta 400 pasajeros a la hora y tiene una capacidad de 3,24 millones de pasajeros anuales. Tiene dos fingers, doce mostradores de facturación, un escáner de rayos X (para equipajes).
La plataforma cuenta con siete puestos de aeronaves (tres de categoría 'D' y cuatro de categoría 'C').

## Aerolíneas y destinos
Se da servicio a las siguientes ciudades:
| Aerolíneas         | Destinos                                                                     |
| ------------------ | ---------------------------------------------------------------------------- |
| AirAsia            | Kuala Lumpur–Internacional                                                   |
| Air India Express  | Abu Dabi, Doha, Dubái–Internacional, Kuwait City, Mascate, Sharjah, Singapur |
| Batik Air Malaysia | Kuala Lumpur–Internacional                                                   |
| IndiGo             | Bangalore, Bombay, Chennai, Hyderabad, Singapur                              |
| Scoot              | Singapur                                                                     |
| SriLankan Airlines | Colombo–Bandaranaike                                                         |
| VietJet Air        | Ho Chi Minh City                                                             |

## Estadísticas
Ver fuente y consulta Wikidata.